# 유고자파드나야역
유고자파드나야역(러시아어: Юго-Западная)은 모스크바 지하철 소콜니체스카야 선의 역으로, 1963년에 개통되었다. 유고자파드나야라는 이름은 러시아어로 남서부를 의미하며 시의 서남부와 옛 유고자파트 주택 지구에 그 위치를 나타낸다. 2014년까지 소콜니체스카야 선의 남쪽 종착역이었고, 트로파료보 역까지 연장되어 중간역이 되었다. 이 역은 소콜니체스카야 선 중 가장 많은 유동 인구가 지나가고, 125,850명의 승객이 이 곳을 이용한다.

## 역사
유고자파드나야 역은 1963년 12월 30일 개장했다.

## 디자인
유고자파드나야 역에는 네 개의 출구가 있다. 그 중 두 곳은 베르나드스키 대로(프로스펙트 베르나츠코보)와 포크리시킨 거리로 이어진다.